# Bobbi Kristina Brown
Bobbi Kristina Brown, född 4 mars 1993 i Livingston, New Jersey, död 26 juli 2015 i Duluth, Georgia, var en amerikansk sångerska och deltagare i reality-TV. Hon var dotter till Whitney Houston och Bobby Brown.
Den 31 januari 2015 hittades hon livlös i ett badkar. Sedan låg hon i koma och hölls vid liv med respirator i nära sex månader.